# Nápomoc při rozhodování
Nápomoc při rozhodování je jedním z podpůrných opatření, které upravuje Občanský zákoník 89/2012 §45 - §48. Jeho účelem je zajistit člověku s duševní poruchou dostatečnou míru možnosti svobodně jednat na základě jeho vůle a v rámci jeho možností, aniž by byly ohroženy jeho zájmy, porušovány jeho práva, není omezena jeho svéprávnost. Člověk, který poskytuje nápomoc při rozhodování se označuje jako podpůrce, a ten, který pomoc přijímá, jako podporovaný. Podpůrců muže být i více.   

## Smlouva o nápomoci
Nápomoc při rozhodování je poskytována na základě smlouvy o nápomoci. Tato smlouva může být uzavřena jak v písemné, tak v ústní formě. V obou případech však musí být schválena soudem, jedná se o právní institut. Soud smlouvu neschválí, pokud zájmy podpůrce odporují zájmům podporovaného. 
Podpůrce nerozhoduje za člověka s postižením, ale spolu s ním. Ze smlouvy musí být zřejmé, co má a nemá podpůrce dělat, jak má jednat a poskytovat svou pomoc. Podpůrce se smlouvou o nápomoci zavazuje, že bude přítomen při právních jednáních podporovaného, poskytne mu potřebné údaje a bude mu nápomocný radami.  

## Role podpůrce
Podpůrce se snaží pomoci podporovanému porozumět situaci a okolnostem, zmapovat možnosti a rozhodnutí, a pomoci v souladu s osobními cíli, preferencemi a životním stylem podporovaného.  Podpůrce má být podporovanému nápomocný při právním rozhodování. Může se účastnit právních jednání podporovaného a pokud jsou v písemné formě, může k nim připojit svůj podpis s uvedením své funkce a popisem podpory, kterou dotyčnému poskytl. Podpůrce slouží jenom jako poradce a výpomoc, nikoli jako opatrovník. Může podporovanému poskytnout konzultace a řešit s ním jeho situaci. Sám nevyvíjí žádnou svévolnou aktivitu (nevyhledává podporovaného ani ho nepředvolává na konzultaci), vše je jen na podporovaném, na kterým záleží, zda své právo na konzultaci uplatní či nikoli. 
Podle § 47 odst. 1 občanského zákoníku se podpůrce nesmí na úkor podporovaného nijak obohacovat nebo ho nevhodně ovlivňovat při rozhodování. 
Podpůrce může být i organizace. 

## Zánik smlouvy o nápomoci
Podpůrce ztrácí své postavení právní mocí soudního rozhodnutí, ne dřív. Nápomoc při rozhodování je dobrovolná činnost, proto jestli některá strana bude chtít tento právní vztah ukončit, může podle § 48 občanského zákoníku podat návrh na odvolání odpůrce a soud má povinnost žádost respektovat. Pokud podpůrce poruší své povinnosti, může ho soud odvolat i bez návrhu.

## Kdy podporu poskytnout
Nemělo by jít o zaběhnuté uvažování, že člověk s postižením nemůže být kompetentní činit rozhodnutí. 
Nejčastější situace:
- existuje pochybnost, že člověk rozumí situaci
- za člověka dlouho rozhodoval někdo jiný
- lidé nerozumí způsobu, jakým člověk komunikuje[3]

## Hlavní formy podpory
- Pomoc s komunikací a interpretací
- Plánování zaměřené na člověka[4]
- Budování a posilování vztahů a sítí podpory
- Administrativní podpora
- Přehled nástrojů a postupů[3]

## Podpůrná legislativa
Základním právním rámcem pro právní jednání lidí s postižením je článek 12 Úmluvy o právech osob se zdravotním postižením – Rovnost před zákonem, který Česká republika ratifikovala v roce 2009. Krom tohoto článku jsou významné i další např. Právo na nezávislý způsob života (čl. 19), Přístupnost prostředí (čl. 9), Přístup k informacím (čl. 21), Volební právo (čl. 29), Získání a udržení samostatnosti (čl. 26).

## Inspirace za zahraničí
Reprezentace je forma podpory upravena samostatným zákonem - REPRESENTATION AGREEMENT ACT,  pocházející z Kanady. Vztah člověka a reprezentanta, upraven dohodou o reprezentaci. Zákon zde stanoví pravidla zneužití. Umožňuje zajistit maximální autonomii i lidem s těžkým postižením.